# FIRST Racing

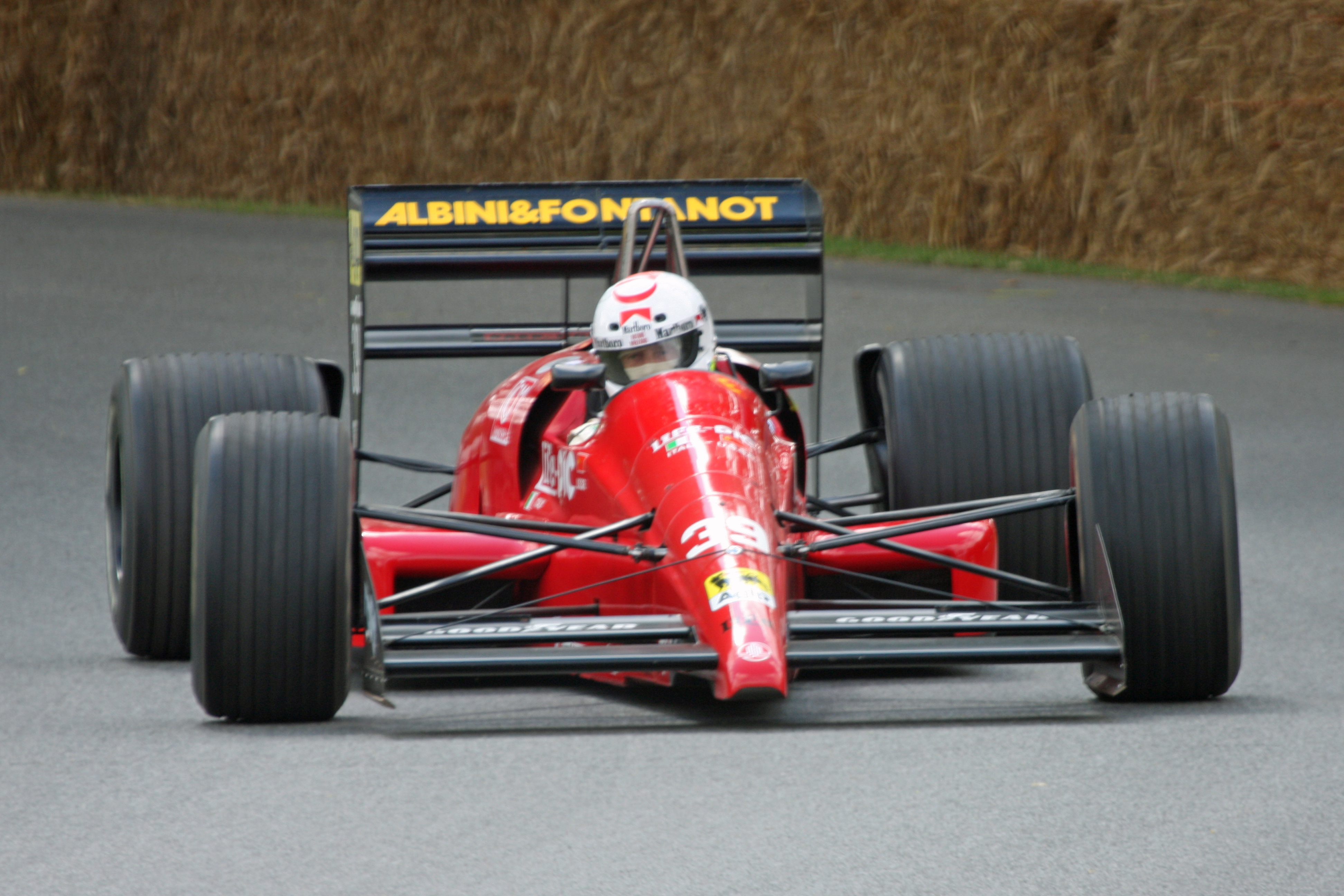
A equipe Life rebatizou o L189 da FIRST como Life F190.

A FIRST Racing (ou First Racing) foi uma equipe de Fórmula 3000 que competiu entre 1987 e 1991.
Em 1989, se inscreveu para a Temporada de Fórmula 1 de 1989. A equipe construiu um carro para a disputa do campeonato, batizado de FIRST F189, projetado por Ricardo Divila, e movido por um motor Judd V8. O italiano Gabriele Tarquini seria o piloto titular, chegando inclusive a ter viajado para o Rio de Janeiro para correr o GP do Brasil.
No entanto, problemas no chassi fizeram com que Divila reprovasse o carro, dizendo que era inseguro, mesmo chegando ao ponto de dizer que estava bom. O golpe final veio quando o chassi foi reprovado no crash test, e a FIRST se retirou antes da temporada começar.
O chassis da FIRST foi recuperado pela Life Racing Engines, que o rebatizaria como Life F190, considerado o carro mais lento da história da categoria.